# Insediamenti israeliani

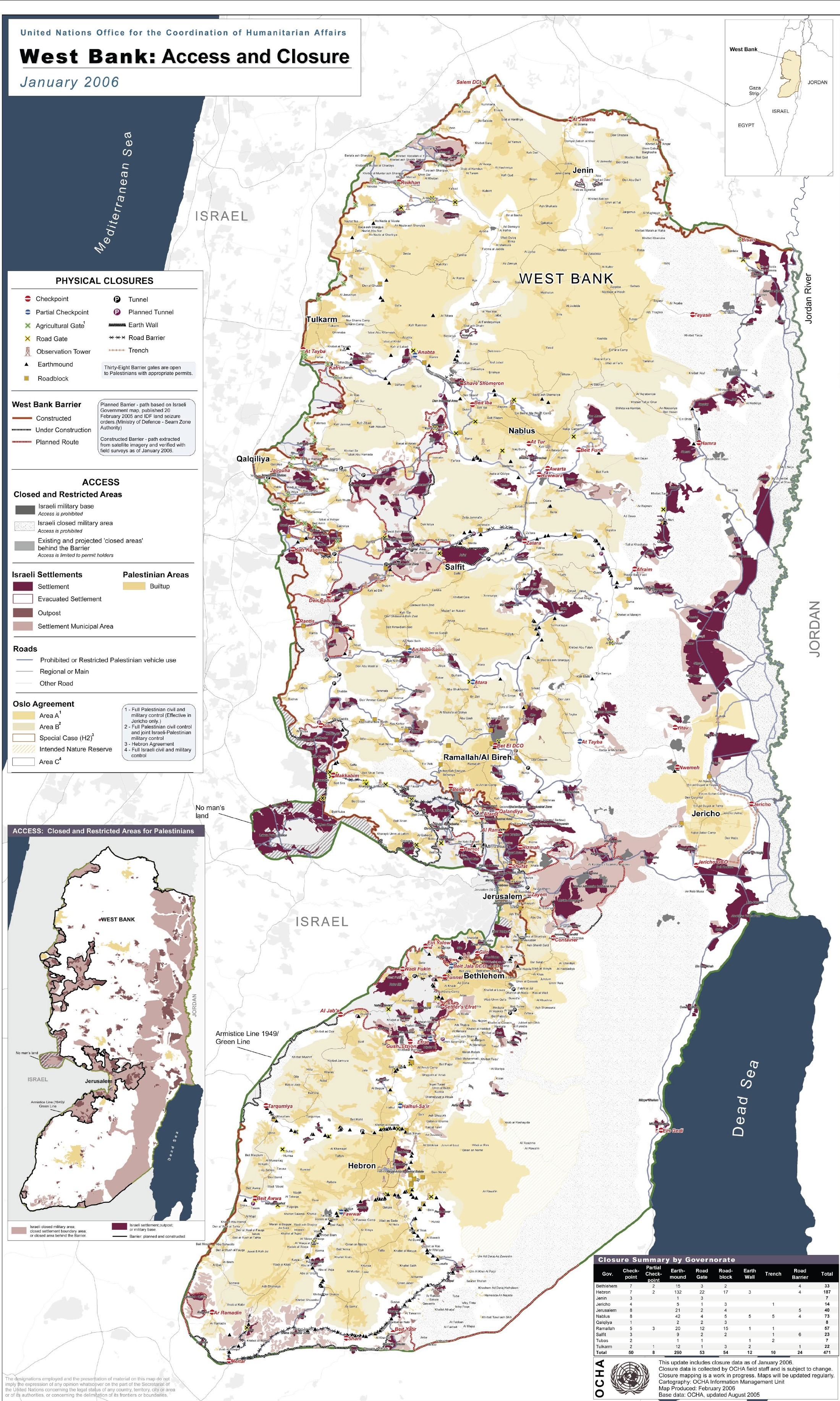
Mappa degli insediamenti israeliani (magenta) in Cisgiordania

Gli insediamenti israeliani, o colonie israeliane, sono comunità abitate da cittadini israeliani nei territori palestinesi occupati illegalmente a partire dalla guerra dei sei giorni del 1967. Tali insediamenti sono presenti nella Cisgiordania occupata (inquadrati nell'area amministrativa Giudea e Samaria), che è in gran parte sotto amministrazione civile israeliana, e nelle alture del Golan, annesse a Israele nel 1981.
La costruzione di insediamenti israeliani è considerata illegale dalla comunità internazionale. La politica dei diversi governi israeliani nei confronti di questi insediamenti ha oscillato dalla promozione attiva allo sgombero con la forza della popolazione palestinese, radendo al suolo insediamenti preesistenti.  La loro perdurante esistenza e status giuridico, fin dagli anni 1970, è uno dei problemi più dibattuti e, di fatto, ostacolo a un concreto superamento del conflitto israelo-palestinese dagli anni 40 del XX secolo.

## Storia
La definizione abbraccia talora comunità nel territorio conquistato nel 1967 da Israele, che da quel momento in poi è passato sotto l'autorità del codice civile israeliano, della sua amministrazione e della sua giurisdizione. Ciò riguarda:
- Gerusalemme Est, che è incorporata all'interno dei confini della municipalità di Gerusalemme, malgrado questa annessione non sia riconosciuta de jure da gran parte della comunità internazionale[2][3]
- Le alture del Golan, in cui il governo militare è stato revocato nel 1981 e che sono soggette all'autorità del codice civile israeliano, alla sua amministrazione e alla sua giurisdizione in forza della legge sulle alture del Golan (Golan Heights Law).

Ulteriori diciotto insediamenti erano presenti nella penisola del Sinai, ventuno nella Striscia di Gaza e quattro nella cosiddetta Samaria settentrionale (regione della Cisgiordania). Quelli del Sinai furono poi demoliti dalle autorità di governo israeliane nel 1982 secondo gli  accordi di Camp David, quelli della Striscia nel 2005 nell'ambito del piano di disimpegno unilaterale israeliano.

## Terminologia
- In ebraico, il termine impiegato per indicare gli insediamenti creati al di là della cosiddetta "Linea Verde" da Israele è hitnakhluyot (ebraico: התנחלויות; singolare התנחלות/hitnakhlut, hitnakhalut). Questo termine evoca i comandi biblici e le promesse di "ereditare" la Terra promessa tramite insediamenti umani, e fu introdotto allorché il partito del Likud giunse al potere, sostituendo il più neutro termine hityashvut fino ad allora impiegato. Allo stesso modo, le espressioni "Territori occupati palestinesi" e "West Bank" (Cisgiordania), in cui sorsero i primi insediamenti, furono proibite nelle notizie di tipo giornalistico.[4] Hitnakhluyot è molto usato dai media e in pubblico, sebbene molti pensino che esso abbia acquisito negli anni più recenti un'accezione semantica negativa. I coloni degli insediamenti sono chiamati mitnakhalim (ebraico: מתנחלים; singolare - מתנחל/mitnakhel). Questi ultimi, e chi simpatizza per loro, come pure la maggior parte dei riferimenti ufficiali israeliani, usano il termine yishuvim (יישובים; singolare - יישוב/yishuv) per gli insediamenti e mityashvim (מתיישבים; singolare - מתיישב/mityashev) per indicare i coloni. Tali termini si riferiscono anche agli insediamenti sorti all'interno dei confini israeliani precedenti al 1967. Inoltre, il termine "colono" è spesso associato all'originario movimento sionista religioso e altre popolazioni insediatesi in comunità sul territorio israeliano, quali gli Haredi, residenti di Betar Illit e Modi'in Illit, non associano se stessi a tale termine.[5]
- In arabo, gli insediamenti sono chiamati mustawṭanāt (arabo: مستوطنات), e i coloni sono chiamati mustawṭinīn (مستوطنين). Mustaʿmarāt (مستعمرات) è un altro termine usato fra i palestinesi,[6] traducibile alla lettera con colonie; dal punto di vista palestinese, molti coloni sono stranieri, estranei alla Palestina.

## Situazione giuridica

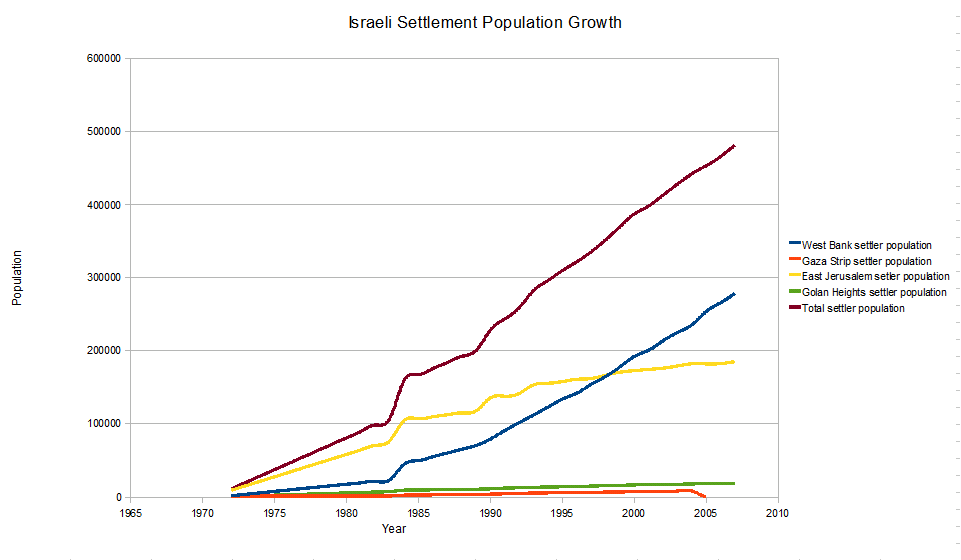
Crescita della popolazione degli insediamenti israeliani in Cisgiordania (blu), Gerusalemme Est (giallo) e alture del Golan (verde)

Tutti i maggiori organismi internazionali, inclusi il Consiglio di Sicurezza dell'ONU, la Corte internazionale di giustizia dell'Aia, l'Unione europea, Amnesty International e la Human Rights Watch, oltre a numerosi studiosi ed esperti hanno qualificato gli insediamenti come una violazione del diritto internazionale. Secondo il diritto, le colonie di popolamento sono illegali. La Corte internazionale di giustizia ha confermato l'illegalità degli insediamenti israeliani, che violano l'art. 49.6 della quarta convenzione di Ginevra: «La potenza occupante non potrà mai procedere alla deportazione o al trasferimento di una parte della propria popolazione civile sul territorio da essa occupato»
In più, l'art. 8.2,b,VIII dello Statuto di Roma della Corte penale internazionale (non ratificato da Israele) definisce «il trasferimento, diretto o indiretto, da parte di una potenza occupante, di una parte della propria popolazione civile, sul territorio da essa occupato» come un crimine di guerra.
Senza distinguere tra insediamenti nuovi o ripristinati (Hebron o Gush Etzion), il Consiglio di sicurezza delle Nazioni Unite e l'Assemblea generale delle Nazioni Unite hanno condannato più volte Israele per la costruzione e l'ampliamento delle colonie.
Nonostante le condanne ricevute, Israele afferma la legalità dell'edificazione di colonie alla luce del diritto internazionale, poiché lo Stato di Israele nega che ci sia occupazione di territorio. A questo proposito si fa notare che una pronuncia della Corte suprema di Israele ha sentenziato, nel giugno 2005 che né la Cisgiordania né Gaza fanno parte del territorio nazionale.